# Feaella mombasica
Espèce
Feaella mombasica est une espèce de pseudoscorpions de la famille des Feaellidae.

## Distribution
Cette espèce est endémique du Kenya. Elle se rencontre vers Mombasa.

## Étymologie
Son nom d'espèce lui a été donné en référence au lieu de sa découverte, Mombasa.

## Publication originale
- Beier, 1955 : Pseudoscorpionidea, gesammelt während der schwedischen Expeditionen nach Ostafrika 1937-38 und 1948. Arkiv för Zoologi, sér. 2, vol. 7, p. 527-558.